# Júlio Secco
Júlio Secco foi um Grande Mestre, faixa vermelha 9º grau no jiu-jítsu, participou da fundação da Confederação Brasileira de jiu-jítsu, recebeu sua faixa preta das mãos de Hélio Gracie e foi um dos pouquíssimos no mundo a graduar como faixa vermelha.

## Biografia
Nascido em Belém do Pará, no ano de 1938. Mudou-se com sua família para o Rio de Janeiro ainda criança, onde aos 13 anos iniciaria as práticas e os ensinamentos de jiu-jítsu por influência da amizade de seu pai com o Professor Melo Barreto.
Foi aluno de Hélio Gracie, na primeira academia do Rio de Janeiro, onde posteriormente atuaria como professor de jiu-jítsu. Júlio Secco foi muito amigo de Carlson Gracie na juventude, além de treinarem juntos, são responsáveis por várias técnicas que são utilizadas até os dias de hoje. Também deu aulas a Royce, Rorion e Royler Gracie e muitos outros que foram campeões nos anos 80 e 90.  
A proximidade com a família Gracie fez com que Júlio participasse da reunião em que decidiram quem representaria a família, no primeiro UFC, em 1993. Rickson Gracie foi um dos nomes cogitados, mas o escolhido foi Royce Gracie, que se tornaria o campeão.
Foi durante os anos noventa, já somando mais cem vitórias, que Júlio Secco mudou-se para o estado do Rio Grande do Sul, para a cidade de Jaguarão: cidade natal de seu pai, avô e bisavô. Empenhou-se no ensino e difusão do esporte nas cidades de Jaguarão, Pelotas, Rio Grande e outros municípios. Ajudando assim, a popularizar e qualificar ainda mais o jiu-jítsu no sul do Brasil.
O Grande Mestre Faixa Vermelha faleceu no dia 15 de janeiro de 2022, deixando um legado que pulsa vivo dentro do esporte. São mais de 30 faixas pretas e aproximadamente 200 atletas espalhados em suas 4 academias. Em abril do mesmo ano foi criada a Associação Equipe Mestre Júlio Secco, sem fins lucrativos, com o objetivo de manter a união de todas as academias de Júlio Secco.  
Além de um destaque histórico para o esporte nos anos 60, a obra de Júlio Secco é importante para o meio social pois registra parte da época originária do jiu-jítsu no Brasil. Também é relevante para o meio acadêmico pois contribui com a pesquisa, por meio da biografia do atleta.